# Hungduan
Hungduan is een gemeente in de Filipijnse provincie Ifugao op het eiland Luzon. Bij de laatste census in 2007 had de gemeente bijna 10 duizend inwoners.

## Geografie

### Bestuurlijke indeling
Hungduan is onderverdeeld in de volgende 9 barangays:
- Abatan
- Bangbang
- Ba-ang
- Bokiawan
- Hapao
- Lubo-ong
- Maggok
- Nungulunan
- Poblacion

## Demografie
Hungduan had bij de census van 2007 een inwoneraantal van 9.601 mensen. Dit zijn 221 mensen (2,4%) meer dan bij de vorige census van 2000. De gemiddelde jaarlijkse groei komt daarmee uit op 0,32%, hetgeen lager is dan het landelijk jaarlijks gemiddelde over deze periode (2,04%). Vergeleken met de census van 1995 is het aantal mensen met 110 (1,2%) toegenomen.

De bevolkingsdichtheid van Hungduan was ten tijde van de laatste census, met 9.601 inwoners op 260,3 km², 36,9 mensen per km².